# Pseudotropheus fuscoides
Pseudotropheus fuscoides là một loài cá thuộc họ Cichlidae. Nó là loài đặc hữu của Malawi. Môi trường sống tự nhiên của chúng là hồ nước ngọt.